# ハイタッチ! (ラジオ番組)
『ハイタッチ!』は2012年10月10日から2017年9月29日までRKB毎日放送（RKBラジオ）で放送されていた若者向けバラエティ番組である。
本項では当番組のフロート番組であった『GIRLS☆PUNCH』（ガールズ・パンチ）についても述べる。

## 番組概要
ティーンエイジャーをターゲットとした情報や投稿コーナーによって構成される番組。出演者はワタナベエンターテインメント九州事業本部所属のタレントがメインとなっている。
2017年9月29日を以て終了。これにより『スマッシュ!!11』以来続いたRKB制作平日夜のワイド番組の歴史に一度幕を閉じる。

## 放送時間
- 木曜日・金曜日 22:00～23:50（JST。2016年3月31日～2017年9月29日）

### 過去の放送時間
- 水曜日～金曜日 19:30～22:00（JST。2012年10月10日～2013年3月）
- 水曜日～金曜日 22:00～23:50（JST。2013年4月～2016年3月25日）

## パーソナリティ
- 山口たかし（EE男）
- 中島綾菜 2016年10月 -
- 上杉あずさ（リポーター）
- 大家志津香（AKB48）※不定期
- 香月亜耶乃 ※不定期

### 過去のパーソナリティ
- 佐藤夏希（出演当時AKB48）2012年10月 - 11月
- 仲俣汐里（出演当時AKB48）遅くとも2013年9月まで ※不定期
- 森田みいこ 2012年12月 - 2016年9月

2012年10月に放送開始した際は、EE男・山口と当時AKB48の佐藤夏希のコンビだった。しかし、佐藤がAKB48を卒業したため、わずか2ヶ月で降板。それをうけ佐藤の不在時に「お留守番パーソナリティ」を務めていた森田が同年12月よりレギュラーに昇格した。2016年9月をもって森田が番組を卒業し（その後芸能界を引退）、10月からは中島がパーソナリティに就任。

## コーナー
- 謎解き怪盗ジャッジメン
- あなたの部活、応援します!
- ちょっと調べてみました
- ぐっちのワールドニュース!?
- あなたとハイタッチ!
- ハイタッチ!学園
- ハイタッチ!人物図鑑
- 生活向上委員会
- アイドル研究会
- ゆけむりインフォメーション!
- ハイタッチ!大喜利塾
- おほ先生の居残り課外授業!

## 特別企画
- 2016年12月16日、本番前の打ち合わせをLINE LIVEにより配信[1]。
- 2016年12月31日22時より翌2017年1月1日未明1時まで、当番組と『よしもとRadio バリカタ!!』がコラボレーションした特別番組『年またぎスペシャル　真夜中の決戦はバリタッチ！』を放送。『バリカタ』からはメガモッツと山口玲香、『ハイタッチ!』からは山口たかしと中島が出演し、両番組が「2017年の新年第一声」をかけて年が変わる午前0時まで対決を行った。敗れたチームは午前0時をもってスタジオを退出し、勝ったチームが残り1時間の放送を担当した[2]。

## GIRLS☆PUNCH
GIRLS☆PUNCH（ガールズ・パンチ）は、RKB毎日放送（RKBラジオ）で放送されるバラエティ番組。

### 放送時間
いずれもJST。
- 月曜日～水曜日 23:30 - 24:00（2023年9月25日〜）

#### 過去の放送時間
- 火〜金曜日 22:45 - 23:55 （2013年8月6日〜2016年3月25日）
- 火〜金曜日 22:45 - 22:59 （2016年3月29日〜2017年3月31日）
- 火〜木曜日 22:45 - 22:59 （2017年4月2日〜2017年9月28日）
- 日曜日 23:20 - 23:30（今夜もあなたにLinQリック!）、日曜日 23:45 - 23:55（ばってん少女隊のばってんラジオたいっ!）（2017年10月8日〜2019年3月31日）
- 月曜日 23:30 - 24:00（2019年4月1日〜2023年9月18日）

### 概要
テーマに沿ったトークをし、その後楽曲をかけることが基本構成。福岡は全国的に見てもご当地アイドルグループの激しい競争状態にあることを反映し、2014年度の改編にあたってパーソナリティが福岡に拠点を置くご当地アイドルグループへと総入れ替えされた。2017年9月には宗像・沖ノ島と関連遺産群の世界文化遺産登録を記念して、「ばってん少女隊のばってんラジオたいっ!」と「バリカタ!!」による公開録音イベントが宗像ユリックスで実施された（公開イベントはGIRLS☆PUNCH史上初）。
2017年9月までは毎週火曜日から木曜日に放送しており、火曜日と水曜日は『よしもとRadio バリカタ!!』、木曜日（および金曜日）は『ハイタッチ!』に内包されていた。2016年10月より長崎県諫早市のレインボーFMでも24時00分からのネットを開始したが、前述の通り2017年9月に『ハイタッチ!』が放送を終了するのに伴い、当番組も帯番組としての放送、およびレインボーFMでのネットを終了。10月以降は『「バリカタ!!』におけるばってん少女隊とLinQのコーナーとして存続することになった。さらに2019年4月以降は『「バリカタ!!』から独立した30分の番組となった。
2017年7月5日の放送は、平成29年7月九州北部豪雨による報道特別番組のため休止。このほかプロ野球中継が長引いて休止になる回もあった。
2023年秋の改編で、週一放送になった2017年10月以来6年ぶりに帯番組として復活し、月曜日から水曜日の23:30 - 24:00で放送されることになった。月・水曜日はそれまで本枠で交互に放送していた2番組を分離。火曜日はそれまで同時間帯で単独番組として放送していた『HKT48のももち浜ラジオ局』を本枠に編入させる形を取った。
2024年春の改編では『つばきファクトリーの「今夜だけ浮かレディオ」』が時間移動した。
2025年春の改編で『FRUITS ZIPPER 月足天音 「あまねきのねえ、聞いて？」（仮）』が開始となり、月曜日から金曜日の23:30 - 24:00で放送されることになった。

### 放送内容一覧
| 放送曜日 | 名称                                  | パーソナリティ                                                | 放送期間                      |
| -------- | ------------------------------------- | ------------------------------------------------------------- | ----------------------------- |
| 火曜日   | QunQunの九州革命!                     | 大野香澄、井上りな（QunQun）                                  | 2013年8月6日 - 2014年3月25日  |
| 火曜日   | ぱじゃるーのパジャマdeナイト!         | 永田祐香里→清木場恭子、﨑野萌 （Pajama Farm√13）              | 2014年4月1日 - 2016年3月22日  |
| 火曜日   | ばってん少女隊のばってんラジオたいっ! | ばってん少女隊                                                | 2016年3月29日 - 2017年9月26日 |
| 水曜日   | ミニョンパトワのなまるラジオ          | ミニョンパトワ（奥田敬子、武村けいこ）                        | 2013年8月7日 - 12月25日       |
| 水曜日   | mille baisers横山千晶のハートラジオ   | mille baisers（横山千晶、小久保徳道）                         | 2014年1月1日 - 3月26日        |
| 水曜日   | 今夜もあなたにLinQリック!             | 松村くるみ→新木こころ→新木さくら、志良ふう子→海月らな（LinQ） | 2014年4月2日 - 2017年9月27日  |
| 木曜日   | トークbijin                           | bijin-tokeiレポーター                                         | 2013年8月8日 - 2014年3月27日  |
| 木曜日   | HRの博多好いと〜と!                   | 小林まゆ、國本満里菜→安田玲（HR）                             | 2014年4月3日 - 2016年3月24日  |
| 木曜日   | HKT48のト・リ・コ!                    | HKT48（毎月交代で2名出演）                                    | 2016年3月31日 - 2017年9月28日 |
| 金曜日   | らぶたんのラブリーデイズ              | 多田愛佳（HKT48）                                             | 2013年8月9日 - 2014年3月28日  |
| 金曜日   | Rev.に逢いにきんしゃい!               | 秋山美穂→古澤早希、鷲尾美紀（Rev. from DVL）                  | 2014年4月4日 - 2017年3月31日  |

| 放送日時             | 名称                                  | パーソナリティ               | 放送期間                      |
| -------------------- | ------------------------------------- | ---------------------------- | ----------------------------- |
| 日曜日 23:20 - 23:30 | 今夜もあなたにLinQリック!             | 新木さくら、海月らな（LinQ） | 2017年10月8日 - 2019年3月31日 |
| 日曜日 23:45 - 23:55 | ばってん少女隊のばってんラジオたいっ! | ばってん少女隊               | 2017年10月8日 - 2019年3月31日 |

| 放送日時             | 名称                                  | パーソナリティ               | 放送期間                      |
| -------------------- | ------------------------------------- | ---------------------------- | ----------------------------- |
| 日曜日 23:20 - 23:30 | 今夜もあなたにLinQリック!             | 新木さくら、海月らな（LinQ） | 2017年10月8日 - 2019年3月31日 |
| 日曜日 23:45 - 23:55 | ばってん少女隊のばってんラジオたいっ! | ばってん少女隊               | 2017年10月8日 - 2019年3月31日 |

| 放送日時             | 名称                                  | パーソナリティ                            | 放送期間                     |
| -------------------- | ------------------------------------- | ----------------------------------------- | ---------------------------- |
| 月曜日 23:30 - 24:00 | ばってん少女隊のばってんラジオたいっ! | ばってん少女隊                            | 2019年4月1日 -               |
| 月曜日 23:30 - 24:00 | 今夜もあなたにLinQリック!             | 新木さくら→週替わりLinQメンバー、海月らな | 2019年4月1日 - 2023年9月11日 |

| 放送曜日 | 名称                                   | パーソナリティ                                                                                             | 放送期間        |
| -------- | -------------------------------------- | --- | --------------- |
| 月曜日   | ばってん少女隊のばってんラジオたいっ！ | ばってん少女隊                                                                                             | 2023年9月25日 - |
| 火曜日   | HKT48のももち浜ラジオ局                | HKT48メインパーソナリティー:梁瀬鈴雅(チームH) 週替わりメンバー:栗原紗英・伊藤優絵瑠・石橋楓(ともにチームH) | 2023年9月26日 - |
| 水曜日   | 今夜もあなたにLinQリック!              | LinQ週替わりメンバー2名                                                                                    | 2023年9月27日 - |

| 放送曜日 | 名称                                         | パーソナリティ                                                                                             | 放送期間       |
| -------- | -------------------------------------------- | --- | -------------- |
| 月曜日   | ばってん少女隊のばってんラジオたいっ！       | ばってん少女隊                                                                                             | 2024年4月1日 - |
| 火曜日   | HKT48のももち浜ラジオ局                      | HKT48メインパーソナリティー:梁瀬鈴雅(チームH) 週替わりメンバー:栗原紗英・伊藤優絵瑠・石橋楓(ともにチームH) | 2024年4月2日 - |
| 水曜日   | 今夜もあなたにLinQリック!                    | LinQ週替わりメンバー2名                                                                                    | 2024年4月3日 - |
| 木曜日   | つばきファクトリーの「今夜だけ浮かレディオ」 | つばきファクトリー週替わりメンバー3名                                                                      | 2024年4月4日 - |

| 放送曜日 | 名称                                                     | パーソナリティ                                                                                                  | 放送期間        |
| -------- | -------------------------------------------------------- | --- | --------------- |
| 月曜日   | ばってん少女隊のばってんラジオたいっ！                   | ばってん少女隊                                                                                                  | 2025年3月31日 - |
| 火曜日   | HKT48のももち浜ラジオ局                                  | HKT48メインパーソナリティー:梁瀬鈴雅(チームH) 週替わりメンバー:栗原紗英・大庭凜咲（チームKIV）・石橋楓(チームH) | 2025年4月1日 -  |
| 水曜日   | 今夜もあなたにLinQリック!                                | LinQ週替わりメンバー2名                                                                                         | 2025年4月2日 -  |
| 木曜日   | つばきファクトリーの「今夜だけ浮かレディオ」             | つばきファクトリー週替わりメンバー3名                                                                           | 2025年4月3日 -  |
| 金曜日   | FRUITS ZIPPER 月足天音「あまねきのねえ、聞いて？」(仮)』 | 月足天音（FRUITS ZIPPER）、村川緋杏・立花琴未（CANDY TUNE）                                                     | 2025年4月4日 -  |